# Sebastián de Belalcázar
Sebastián de Belalcázar ou Benalcázar (Belalcázar, Espanha, c. 1480 — Cartagena das Índias, 30 de abril de 1551) foi um adelantado e conquistador espanhol. Seu nome de batismo era Sebastián Moyano, mas como era costume na época, ele mudou seu sobrenome porque nasceu na cidade de Belalcázar (ou Benalcázar), localizada em Córdoba. O nome Belalcázar é formado a partir das palavras árabes ben e alcázar, equivalentes a "filho do castelo" ou "filho da fortaleza".

## Primeiras viagens e conquistas na América

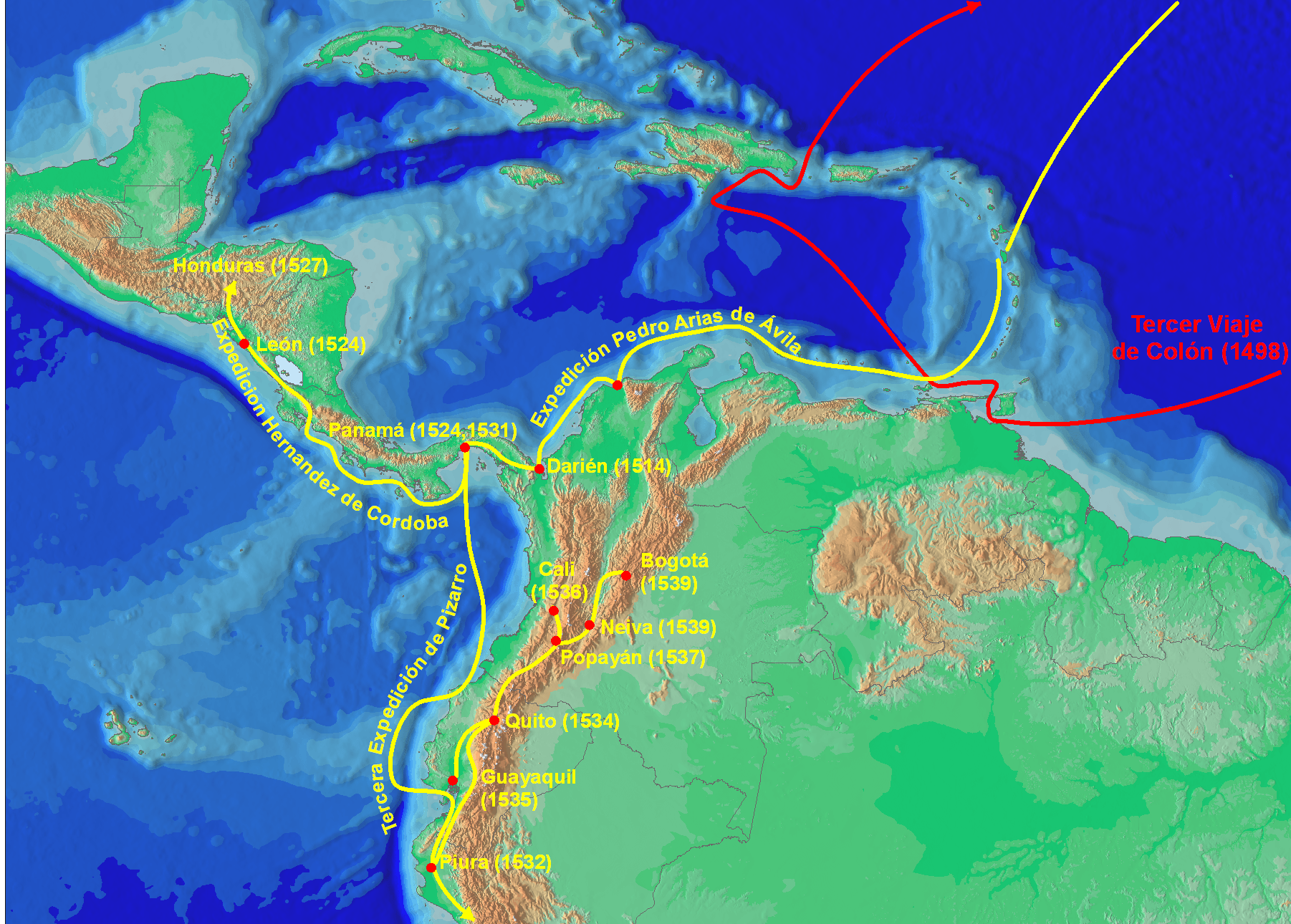
Belalcázar na América: rota e conquista.

Segundo várias fontes, Sebastián de Belalcázar pode ter viajado para o Novo Mundo com Cristóvão Colombo ainda em 1498, na terceira viagem de Colombo para a América. Juan de Castellanos escreveu que Sebastián, depois de ter matado uma mula em 1507, fugiu da Espanha para as Índias Ocidentais, por medo de consequente punição e para escapar da pobreza em que vivia.
Em 1514, viajou com Pedro Arias Dávila para Darién, e foi nomeado capitão. Vários anos depois, em 1524, Francisco Hernández de Córdoba levou-o para a conquista da Nicarágua, depois da qual foi nomeado prefeito da recém-fundada cidade de León. Ele permaneceu no cargo até 1527, quando viajou para Honduras devido a disputas internas de governadores espanhóis.

## Conquista de Quito
Depois de um breve retorno a León, ele navegou para a costa do Peru, onde, em 1532, se juntou à expedição de Francisco Pizarro contra o Império Inca. Depois de ajudar Pizarro a combater as tribos locais, completou em 1534 a conquista de Quito, com as verbas obtidas a partir de suas campanhas anteriores. Quito era a cidade mais setentrional do Império Inca até aquele momento, e antes de ser tomada por Belalcázar foi incendiada pelo líder inca Rumiñahui, depois deste enviar o tesouro da cidade para os Andes. Belalcázar e Diego de Almagro fundaram então a nova cidade de Quito sobre as ruínas da antiga população inca, chamando-a de San Francisco de Quito, em homenagem aos missionários franciscanos, de modo que o escudo da cidade tem o tradicional cordão de São Francisco. Fracassou a tentativa de enviar seu colaborador Pedro de Puelles para fundar uma vila em Portoviejo, o que finalmente conseguiu Francisco Pacheco desde San Miguel de Piura.
Em outubro de 1535, durante a conquista de Popayán, derrotou com 100 espanhóis um exército de 3 000 índios perto do povoado de Timbío. No ano seguinte, ele deixou Quito com um exército de 200 espanhóis e 6 000 yanaconas com os quais fundou Santiago de Cali. Houve uma grande fome entre os índios, Belalcázar informou que até 100 000 nativos morreram de fome e 50 000 foram usados como alimento pelos sobreviventes, mas o seu cálculo é considerado exagerado.
Belalcázar então tentou consolidar o domínio espanhol sobre o território adjacente, enquanto se dirigia a atual Colômbia, penetrando no vale do rio Cauca em busca da lendária Eldorado e fundando várias cidades como Ampudia, Santiago de Cali, Popayán e Guaiaquil (1536-1537). Ele atravessou o vale do rio Magdalena em 1539, junto com Gonzalo Jiménez de Quesada e o explorador alemão Nikolaus Federmann, atravessando as regiões montanhosas colombianas e entrando em Bogotá.

## Primeiro Governador de Popayán
Em março de 1540, o rei Carlos I de Espanha nomeou-o adelantado da Espanha, concedendo-lhe o cargo de governador de Popayán e de um vasto território localizado nos atuais Equador e Colômbia. O Édito Real que nomeou Belalcázar para o cargo possui o seguinte texto: "Imperador Carlos V de Alemanha e Carlos I de Espanha outorgaram-lhe a Carta Régia de 10 de março de 1540, que diz:
Dom Carlos, pela Misericórdia Divina, Imperador sempre Augusto Rei de Alemanha; Dona Juana sua mãe, e o próprio Dom Carlos, pela Graça de Deus, rei de Navarra, Mallorca, Sevilha, Sardenha, Castela, León, Aragón, das duas Sicílias, de Jerusalém, etc..., por quanto vós Capitão Sebastián de Belalcázar, continuando os seus serviços com pessoas, a pé e a cavalo, a nossa costa descobriu, conquistou e povoou as cidades de Popayán e Santiago de Cali e Villas de Anserma, Guanacas, Neiva e outras Províncias e terras a elas circunvizinhas, é a nossa vontade e misericórdia que de agora e doravante, por todos os dias de sua vida, seja nosso governador e capitão-general dessas cidades.
Essa nomeação motivou disputas territoriais entre Belalcázar e um governador vizinho, Pascual de Andagoya, algo muito comum nos primeiros anos da conquista. Belalcázar conseguiu conter as pretensões territoriais de seu vizinho, ocupando por sua vez várias terras de seu rival.

## Morte
Posteriormente, Belalcázar se viu imerso nas disputas entre as famílias de Pizarro e Almagro no Peru, ajudando o diplomata Pedro de La Gasca a vencer Gonzalo Pizarro. Em 1546, ordenou a execução de Jorge Robledo, um governador provincial vizinho, em outra disputa territorial. Foi julgado in absentia por esse crime, considerado culpado e condenado à morte por esse assassinato, por maus-tratos cometidos contra indígenas e por participar em lutas ocorridas entre os conquistadores.
Sebastián de Belalcázar morreu em Cartagena das Índias, antes de empreender a viagem de volta para Espanha para recorrer da decisão do tribunal.